# Sarbanissa venusta
Sarbanissa venusta är en fjärilsart som beskrevs av John Henry Leech 1888. Sarbanissa venusta ingår i släktet Sarbanissa och familjen nattflyn. Inga underarter finns listade.